# 微弱肖峭
微弱肖峭（学名：Tetragnatha graciliventris）为肖峭科肖峭属的动物。在中国大陆，分布于湖北等地。该物种的模式产地在甘肃。